# Ariamazes
Ariamazes (altgriechisch Ἀριαμάζης; auch Arimazes oder Ariomazes (altgriechisch Ἀριομάζης) genannt) war ein sogdianischer Territorialherr, dessen schwer zugängliche Burg wohl Anfang 327 v. Chr. von Alexander dem Großen erobert werden konnte.
Die im Osten der persischen Satrapie Sogdien gelegene Burg des Ariamazes war auf dem hohen und allseitig steil abfallenden Sogdischen Felsen gebaut worden und galt als nahezu uneinnehmbar. Vor dem Anmarsch Alexanders waren viele Sogder in Ariamazes’ Bergfestung geflüchtet. Dorthin hatte auch der baktrische oder sogdische Adlige Oxyartes seine Gattin und Töchter, darunter Alexanders spätere Gattin Roxane, geschickt, um sie vor den Makedonen in Sicherheit zu bringen. Eine von Alexander vorgeschlagene friedliche Einigung, die eine freiwillige Übergabe der Burg gegen freien Abzug der auf den Felsen Geflüchteten vorsah, lehnten die Verteidiger mit der höhnischen Bemerkung ab, dass nur Männer mit Flügeln die Festung erstürmen könnten. Daraufhin ließ der Makedonenkönig 300 im Bergsteigen erfahrene Männer gegen das Versprechen hoher Geldbeträge nachts den Gipfel über der Burg erklimmen. Deren überraschte Besatzung glaubte, dass das gesamte feindliche Heer die Bergspitze besetzt habe und ergab sich.
Laut Quintus Curtius Rufus soll Alexander Ariamazes, dessen Verwandte und andere gefangen genommene Adlige nach persischer Art kreuzigen haben lassen, während der zuverlässige Alexanderhistoriker Arrian nichts von solchen Grausamkeiten berichtet und Ariamazes überhaupt nicht erwähnt. Auch bei Polyainos findet sich keine Bestätigung der angeblichen Kreuzigung des Ariamazes.